# Chiesa di San Patrizio a Tirli
La chiesa di San Patrizio a Tirli si trova nel comune di Firenzuola.
Documentata prima dell'XI secolo con intitolazione a san Pietro e già cadente alla fine del XVI secolo, fu ricostruita nel 1615, con una nuova intitolazione a san Patrizio e completamente restaurata nel 1929.
All'interno sono conservati due dipinti del XVII secolo: quello sull'altare di sinistra raffigura la Madonna del Rosario ed è riferito al pittore fiorentino Giovanni d'Angelo Rosi; quello sull'altare destro rappresenta San Patrizio che distribuisce la comunione a dei confratelli.